# Euphorbia argillicola
Euphorbia argillicola là một loài thực vật có hoa trong họ Đại kích. Loài này được Dinter mô tả khoa học đầu tiên năm 1914.